# Burgkirchen an der Alz
Burgkirchen an der Alz je obec v německé spolkové zemi Bavorsko, v zemském okrese Altötting ve vládním obvodu Horní Bavorsko. Žije zde přibližně 11 tisíc obyvatel.

## Poloha obce
Obec leží u hranic Německa s Rakouskem, které zde tvoří řeka Salzach.

### Sousední obce
| Růžice kompasu | Kastl                               | Emmerting              | Mehring                   | Růžice kompasu |
| Růžice kompasu | Unterneukirchen Garching an der Alz | Sever                  | Burghausen                | Růžice kompasu |
| Růžice kompasu | Unterneukirchen Garching an der Alz | Burgkirchen an der Alz | Burghausen                | Růžice kompasu |
| Růžice kompasu | Unterneukirchen Garching an der Alz | Jih                    | Burghausen                | Růžice kompasu |
| Růžice kompasu | Kirchweidach Halsbach               | Tittmoning             | Sankt Radegund (Rakousko) | Růžice kompasu |